# Pol Lirola
Pol Mikel Lirola Kosok (Mollet del Vallès, 13 de agosto de 1997) é um futebolista espanhol de ascendência alemã que atua como lateral-direito. Atualmente, defende o Olmypique de Marseille.

## Carreira
Pol Lirola começou a carreira nas categorias de base do Espanyol sendo posteriormente emprestado a Juventus.
Entre os anos de 2016 a 2018, ele foi emprestado a equipe do Sassuolo tendo participado de algumas partidas e conseguido se destacar, sendo adquirido em completo na janela de inverno de 2018 pelo valor de €7 milhões.

## Títulos
Espanha
- Campeonato Europeu Sub-21: 2019